# Österreichisches Museumsgütesiegel

Museumsgütesiegel

Das Österreichische Museumsgütesiegel ist eine seit 2002 verliehene Qualitätsauszeichnung österreichischer Museen und weist besonders ausgezeichnete Museumsarbeit aus, welche über die geforderten Mindeststandards für Museen hinausgehen. Die beiden Trägerverbände ICOM Österreich und Museumsbund Österreich vergeben einmal jährlich am Österreichischen Museumstag diese Auszeichnung an qualitätsvoll geführte Museen.
Die Verleihung des Österreichischen Museumsgütesiegels ist ein öffentlicher Nachweis, dass ein Museum Verantwortung zur Bewahrung des kulturellen Erbes übernimmt, die „Ethischen Richtlinien für Museen“ von ICOM – International Council of Museums – anerkennt und danach handelt, sowie dafür sorgt, den Besuchern ein herausragendes Museumserlebnis zu bieten.
Ziel des Gütesiegels ist es, ein Instrument zur Qualitätskontrolle und -verbesserung einzuführen, das sich an internationalen Standards der Museumswelt orientiert. Dafür wurde ein Bewertungsverfahren sowie ein Kriterienkatalog, nach nationalen und internationalen musealen Richtlinien, entwickelt. Damit wird eine Anpassung sowie allgemeine Hebung des Niveaus in der österreichischen Museumslandschaft angestrebt. Die Kriterien basieren auf den „Ethischen Richtlinien für Museen“ von ICOM (Sammeln, Bewahren, Forschen, Ausstellen und Vermitteln) – und wurden auf österreichische Gegebenheiten abgestimmt.
Die Bewerbung steht allen Museen in Österreich, drei Jahre nach der Gründung, offen, wenn bereits eine abgeschlossene Museumsregistrierung nachweisbar ist. Seit 2020 wird das Gütesiegel von einer Geschäftsstelle koordiniert, die ihren Sitz bei ICOM Österreich in Wien hat.

## Nutzen und Vorteile
Mit dem Gütesiegel garantiert das Museum den Besuchern ein besonderes Museumserlebnis:
- die Übernahme einer Verantwortung zur Bewahrung des kulturellen Erbes,
- eine qualitätsvolle Präsentation und ein hohes Maß an Serviceleistungen,
- möglichst barrierefrei zugängliche Basiseinrichtungen,
- wissenschaftlich fundierte und verständlich aufbereitete Vermittlung der Ausstellungsinhalte
- die Anerkennung der „Ethischen Richtlinien für Museen“ von ICOM - International Council of Museums.

Vorteile für die Museen durch die Verleihung:
- Auszeichnung zur qualitätvollen Museumsarbeit
- erleichterte Förderungen von der öffentlichen Hand
- das Interesse von Sponsoren und Werbeträgern
- höheres Vertrauen in Bezug auf Leihgaben oder möglichen Sachspendern für die museale Sammlungen
- Teil eines österreichweit agierenden Museumsnetzwerks

## Überblick
| Bundesland       | 2020 | 2019 | 2018 | 2017 | 2016 | 2015 | 2014 |
| ---------------- | ---- | ---- | ---- | ---- | ---- | ---- | ---- |
| Burgenland       | 12   | 12   | 12   | 12   | 12   | 12   | 11   |
| Kärnten          | 24   | 22   | 22   | 21   | 20   | 17   | 13   |
| Niederösterreich | 39   | 33   | 33   | 33   | 32   | 28   | 26   |
| Oberösterreich   | 42   | 42   | 42   | 40   | 39   | 40   | 39   |
| Salzburg         | 33   | 31   | 30   | 30   | 29   | 26   | 25   |
| Steiermark       | 45   | 44   | 43   | 39   | 39   | 37   | 37   |
| Tirol            | 30   | 29   | 30   | 29   | 28   | 28   | 28   |
| Vorarlberg       | 15   | 15   | 15   | 15   | 15   | 13   | 12   |
| Wien             | 43   | 41   | 38   | 35   | 34   | 34   | 32   |
| Gesamt           | 283  | 269  | 265  | 254  | 248  | 235  | 223  |

Bis Oktober 2014 wurden in Österreich 223 Museen damit ausgezeichnet. Im Oktober 2015 wurden 17 österreichische Museen neu mit dem Museumsgütesiegel ausgezeichnet, 27 Gütesiegel wurden um fünf Jahre verlängert, neun Bewerbungen wurden abschlägig beschieden. Im Oktober 2016 wurden 16 österreichische Museen neu mit dem Museumsgütesiegel ausgezeichnet, 17 Gütesiegel wurden um fünf Jahre verlängert, acht Anträge wurden aufgrund der Nichterfüllung von Kriterien abgelehnt, für zwei Institutionen wurde das Gütesiegel ruhend gestellt. 2015 umfasste die Liste insgesamt 235, 2016 insgesamt 248 Häuser. 2018 wurde das Museumsgütesiegel 13 österreichischen Museen bis 2023 verliehen, sodass mit Stand Oktober 2018 insgesamt 266 österreichische Museen das Museumsgütesiegel tragen. Im Jahr 2019 wurden 12 Museen erstmals ausgezeichnete, diese Zahl steigerte sich 2020 auf 21 Ersteinreichungen, wovon 18 das Gütesiegel erhielten. Damit trugen mit Stand 2020 über 280 Museen, von insgesamt 778 Museen (Stand März 2021), österreichweit das Museumsgütesiegel.
2022 erhielten 39 Museen die Auszeichnung, davon waren 8 Neuverleihungen und 31 Verlängerungen. Damit tragen insgesamt 303 Museen das Museumsgütesiegel.

## Jury
Das Bewertungsverfahren für Museen in Österreich wurde von einem Fachgremium erstellt, das sich aus Vertretern von ICOM Österreich (International Council of Museums, Nationalkomitee Österreich), dem Museumsbund Österreich und der ARGE Bundesländerplattform zusammensetzt. Die Evaluierung der bewerbenden Museen wird von der unabhängig agierenden Jury des Österreichischen Museumsgütesiegels übernommen. Diese besteht aus je drei Museumsexperten der beiden Trägerverbände ICOM Österreich und Museumsbund Österreich zusammen. Im Jahr 2021 sind dies:
- für ICOM Österreich:
  - Heimo Kaindl, Direktor Diözesanmuseum Graz
  - Lisa Noggler-Gürtler, Direktorin Museum der Völker (Schwaz)
  - Carl Aigner, Direktor a. D. Museum Niederösterreich
- für den Museumsbund Österreich:
  - Evelyn Kaindl-Ranzinger, Geschäftsführerin MUSIS - Steirischer Museumsverband
  - Ruth Swoboda, Direktorin inatura Dornbirn
  - Michael Weese, Direktor Salzburger Freilichtmuseum